# Mount Sir Sandford
Mount Sir Sandford je s nadmořskou výškou 3 519 metrů nejvyšší horou Selkirkova pohoří a Kolumbijských hor. Nachází se na jihovýchodě Britské Kolumbie v Kanadě, 80 kilometrů severně od menšího města Revelstoke.
Horský masiv se strmými stěnami výrazně vystupuje nad okolní terén a hory.
Je pojmenován podle Sandforda Fleminga, kanadského inženýra a vynálezce.